# Dziewięć Włók (Wielkie Stwolno)
Dziewięć Włók – część wsi Wielkie Stwolno w Polsce, położona w województwie kujawsko-pomorskim, w powiecie świeckim, w gminie Dragacz.
W latach 1975–1998 Dziewięć Włók administracyjnie należało do województwa bydgoskiego.